# Aarre Merikanto
Aarre Merikanto (Helsinki, 29 de junio de 1893-Helsinki, 28 de septiembre de 1958) fue un compositor finlandés. Su padre fue el compositor Oskar Merikanto. Aarre Merikanto estudió la música en Helsinki (1911), Leipzig (1912–1914) y Moscú (1916–1917).

## Composiciones
- Juha (una ópera, 1920-1922)
- Ekho (1922)
- Fantasía (1923)
- Pan (1924)
- Concierto para violín pulg 2 (1925)
- Concierto para nueve instrumentos (1925)
- Nocturno (1929)
- Concierto para piano N.º 2 (1935-1937) y N.º 3 (1955)

- Datos: Q303051
- Multimedia: Aarre Merikanto / Q303051